# Саво Милошевич
Саво Милошевич (серб. Savo Milošević / Саво Милошевић; нар. 2 вересня 1973, Бієліна) — сербський футболіст, що грав на позиції нападника. Є рекордсменом за кількістю проведених матчів та забитих голів за національну збірну Сербії і Чорногорії (101 матч, 35 голів), також провів один матч за збірну Сербії, в якому відзначився дублем.
По завершенні ігрової кар'єри — тренер. Очолював, зокрема збірну Боснії і Герцеговини. Головний тренер «Партизана» з 2024 року.

## Клубна кар'єра
Народився 2 вересня 1973 року в місті Бієліна, СФРЮ (нині — Республіка Сербська, Боснія і Герцеговина).
Вихованець футбольної школи клубу «Партизан». Дорослу футбольну кар'єру розпочав 1992 року в основній команді того ж клубу, в якій провів три сезони, взявши участь у 98 матчах чемпіонату, забивши в них 64 голи. За цей час Саво допоміг клубу стати володарем Кубка СР Югославії (1994) і виграти два перших чемпіонати Союзної Республіки Югославія. Крім того у 1994 і 1995 роках Милошевич ставав найкращим бомбардиром чемпіонату (з 21 і 30 голами відповідно).
Своєю грою привернув увагу представників тренерського штабу англійського клубу «Астон Вілла», до складу якого приєднався влітку 1995 року за 3,5 млн фунтів. Відіграв за команду з Бірмінгема наступні три сезони своєї ігрової кар'єри. Більшість часу, проведеного у складі «Астон Вілли», був основним гравцем атакувальної ланки команди. Всього за клуб провів 117 офіційних матчів, в яких забив 34 голи, включаючи гол у фіналі кубка англійської ліги проти «Лідс Юнайтед», який допоміг «вілланам» святкувати перемогу в цьому турнірі.

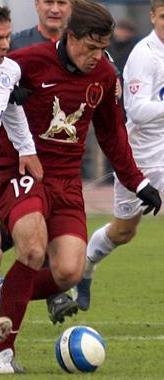
Саво Милошевич під час виступів за «Рубін». 2008 рік

Влітку 1998 року уклав контракт з іспанським клубом «Реал Сарагоса», у складі якого провів наступні два роки своєї кар'єри гравця. Граючи у складі сарагоського «Реала» також здебільшого виходив на поле в основному складі команди. У складі сарагоського «Реала» був одним з головних бомбардирів команди, маючи середню результативність на рівні 0,53 голу за гру першості. Найвдалішим сезоном для Милошевича в Іспанії став сезон 1999/00, в якому він став одним з найкращих форвардів Ла Ліги, забивши 23 м'ячі та допоміг своїй команді зайняти четверте місце, яке давало право на участь у Лізі Чемпіонів. У тому сезоні він зробив кілька хет-триків та отримав прізвисько «людина-гол» за свою високу результативність.
Проте вже влітку того ж року Милошевич перейшов в італійську «Парму» за 25 млн євро, яка продала свого основного нападаючого Ернана Креспо і шукала йому заміну. Проте повноцінно замінити аргентинця Саво не зміг: в першому сезоні на Апеннінах він відзначився лише 8 разів, виходячи на поле в 21 матчі, а в наступному взагалі за півроку забив лише один гол в чемпіонаті. Через це в січні 2002 року балканця було віддано назад в оренду в «Реал Сарагоса», після чого він ще по сезону також на правах оренди провів в іспанських клубах «Еспаньйол» та «Сельта Віго».
В середині липня 2004 року Милошевич підписав трирічний контракт з іспанською «Осасуною», який повністю відпрацював, зігравши за цей час у 82 матчах чемпіонату.
Після відходу з «Осасуни» влітку 2007 та короткочасного перебування в канадському «Торонто» був вільним агентом.
На початку 2008 року перейшов у російський клуб «Рубін» з Казані. Вперше забив за «Рубін» в 24-му турі чемпіонату, відзначившись дублем. У матчі 27-го туру проти раменського «Сатурна» 2 листопада 2008 року Мілошевич на 89-ій хвилині матчу забив «золотий» гол, який дозволив його команді здобути перемогу в матчі та офіційно оформити перший у своїй історії чемпіонський титул за 3 тури до закінчення турніру.
Після закінчення сезону 2008 року Мілошевич завершив свою ігрову кар'єру.

## Виступи за збірні
23 грудня 1994 року дебютував у товариському матчі проти збірної Бразилії (0:2) в офіційних матчах у складі національної збірної Союзної Республіки Югославії, яка з 2003 року стала називатись збірною Сербії і Чорногорії.
У складі збірної був учасником чемпіонату світу 1998 року у Франції, де зіграв у двох матчах.
Через два роки на чемпіонаті Європи 2000 року у Бельгії та Нідерландах Милошевич став однією з головних зірок, забивши у ворота супротивників 5 м'ячів у 4 матчах. Він зробив дубль у ворота збірної Словенії, забив переможний гол збірній Норвегії та відзначився у грі проти збірної Іспанії. У підсумку збірна Югославії вийшла зі своєї групи, але в 1/4 фіналу крупно програла команді Нідерландів 1-6, єдиний гол у балканців тоді забив Саво, ставши разом з Патріком Клюйвертом найкращим бомбардиром турніру.
2006 року взяв участь у чемпіонаті світу у Німеччині, де зіграв свій останній матч за національну збірну Сербії і Чорногорії проти збірної Кот-д'Івуару. Ця гра стала останньою і в історії самої збірної, через що Милошевич назавжди залишився абсолютним рекордсменом збірної Сербії та Чорногорії за кількістю ігор (101) і забитих м'ячів (35).
19 листопада 2008 року зіграв свій єдиний матч за збірну Сербії, що став заключним у його кар'єрі футболіста. У товариській грі зі збірною Болгарії, що завершилася перемогою сербів 6:1, Милошевич став автором двох забитих м'ячів. Також він не забив два пенальті в тому матчі.
Всього за кар'єру в національних командах СР Югославії, Сербії та Чорногорії та Сербії провів 102 матчі та забив 37 м'ячів.

## Кар'єра тренера
Протягом 2011—2012 років був асистентом Бранко Брновича у тренерському штабі збірної Чорногорії, а перший досвід самостійної роботи здобув лише 2019 року, очоливши тренерський штаб белградського «Партизана», в якому пропрацював до 2020 року.
16 червня 2021 року очолив тренерський штаб словенської команди «Олімпія» (Любляна). Він покинув «Олімпію» 10 жовтня 2021 року, після того, як клуб змінив власника.
29 вересня 2023 року Милошевич був призначений новим головним тренером збірної Боснії та Герцеговини. 13 жовтня 2023 року він переміг у своїй першій грі проти Ліхтенштейну у відбірковому матчі до Євро-2024. 16 жовтня Мілошевич зазнав першої поразки в матчі проти Португалії, а Боснія і Герцеговина програла гру на «Билино Полє» з рахунком 0:5, що стало найбільшою поразкою в її історії на домашньому полі. Потім послідувала поразка на виїзді від Люксембургу (1:4) та вдома від Словаччини (1:2), через що боснійці посіли передостаннє місце у групі відбору на Євро-2024. Контракт Милошевича закінчився 21 березня 2024 року після поразки від збірної України в плей-оф відбору на Євро-2024. 16 квітня 2024 року Футбольна асоціація оголосила, що не продовжуватиме контракт із Милошевичем. Загалом Саво очолював команду протягом п'яти ігор, зазнавши чотири поразки і здобувши лише одну перемогу (різниця м'ячів 5:13).
В кінці вересня 2024 року Милошевич повернувся до «Партизана».

## Статистика

### Клубна
| Чемпіонат | Чемпіонат       | Чемпіонат    | Ліга | Ліга |
| Сезон     | Клуб            | Ліга         | Ігри | Голи |
| Югославія | Югославія       | Югославія    | Ліга | Ліга |
| --------- | --------------- | ------------ | ---- | ---- |
| 1992/93   | «Партизан»      | Перша ліга   | 31   | 14   |
| 1993/94   | «Партизан»      | Перша ліга   | 32   | 30   |
| 1994/95   | «Партизан»      | Перша ліга   | 35   | 30   |
| Англія    | Англія          | Англія       | Ліга | Ліга |
| 1995/96   | «Астон Вілла»   | Прем'єр-ліга | 37   | 12   |
| 1996/97   | «Астон Вілла»   | Прем'єр-ліга | 30   | 9    |
| 1997/98   | «Астон Вілла»   | Прем'єр-ліга | 23   | 7    |
| Іспанія   | Іспанія         | Іспанія      | Ліга | Ліга |
| 1998/99   | «Реал Сарагоса» | Ла Ліга      | 35   | 17   |
| 1999/00   | «Реал Сарагоса» | Ла Ліга      | 37   | 20   |
| Італія    | Італія          | Італія       | Ліга | Ліга |
| 2000/01   | «Парма»         | Серія А      | 21   | 8    |
| 2001/02   | «Парма»         | Серія А      | 10   | 1    |
| Іспанія   | Іспанія         | Іспанія      | Ліга | Ліга |
| 2001/02   | «Реал Сарагоса» | Ла Ліга      | 16   | 6    |
| 2002/03   | «Еспаньйол»     | Ла Ліга      | 34   | 12   |
| 2003/04   | «Сельта Віго»   | Ла Ліга      | 37   | 14   |
| 2004/05   | «Осасуна»       | Ла Ліга      | 27   | 6    |
| 2005/06   | «Осасуна»       | Ла Ліга      | 32   | 11   |
| 2006/07   | «Осасуна»       | Ла Ліга      | 23   | 4    |
| Росія     | Росія           | Росія        | Ліга | Ліга |
| 2008      | «Рубін»         | Прем'єр-ліга | 16   | 3    |
| Країна    | Югославія       | Югославія    | 98   | 74   |
| Країна    | Англія          | Англія       | 90   | 28   |
| Країна    | Іспанія         | Іспанія      | 241  | 90   |
| Країна    | Італія          | Італія       | 31   | 9    |
| Країна    | Росія           | Росія        | 16   | 3    |
| Всього    | Всього          | Всього       | 476  | 204  |

### Збірна
| Збірна Сербії і Чорногорії | Збірна Сербії і Чорногорії | Збірна Сербії і Чорногорії |
| Роки                       | Ігри                       | Голи                       |
| -------------------------- | -------------------------- | -------------------------- |
| 1994                       | 1                          | 0                          |
| 1995                       | 7                          | 4                          |
| 1996                       | 7                          | 5                          |
| 1997                       | 9                          | 5                          |
| 1998                       | 11                         | 2                          |
| 1999                       | 7                          | 4                          |
| 2000                       | 12                         | 6                          |
| 2001                       | 8                          | 5                          |
| 2002                       | 9                          | 1                          |
| 2003                       | 10                         | 1                          |
| 2004                       | 7                          | 2                          |
| 2005                       | 8                          | 0                          |
| 2006                       | 5                          | 0                          |
| 2007                       | 0                          | 0                          |
| 2008                       | 1                          | 2                          |
| Всього                     | 102                        | 37                         |

| Дата       | Місто               | Господарі            | Результат               | Гості              | Турнір                | Голи | Примітки |
| ---------- | ------------------- | -------------------- | ----------------------- | ------------------ | --------------------- | ---- | -------- |
| 23-12-1994 | Порту-Алегрі        | Бразилія             | 2 – 0                   | Югославія          | товариський матч      | -    | 64'      |
| 31-1-1995  | Гонконг             | Гонконг              | 1 – 3                   | Югославія          | товариський матч      | 2    |          |
| 4-2-1995   | Гонконг             | Південна Корея       | 0 – 1                   | Югославія          | товариський матч      | -    |          |
| 31-3-1995  | Белград             | Югославія            | 1 – 0                   | Уругвай            | товариський матч      | 1    | 81'      |
| 31-5-1995  | Белград             | Югославія            | 1 – 2                   | Росія              | товариський матч      | -    |          |
| 20-9-1995  | Салоніки            | Греція               | 0 – 2                   | Югославія          | товариський матч      | 1    | ЖК       |
| 12-11-1995 | Сан-Сальвадор       | Сальвадор            | 1 – 4                   | Югославія          | товариський матч      | -    |          |
| 15-11-1995 | Монтеррей           | Мексика              | 1 – 4                   | Югославія          | товариський матч      | -    | 85'      |
| 27-3-1996  | Белград             | Югославія            | 1 – 0                   | Румунія            | товариський матч      | -    |          |
| 24-4-1996  | Белград             | Югославія            | 3 – 1                   | Фарерські острови  | Відбір до ЧС 1998     | 1    | 87'      |
| 23-5-1996  | Сідзуока            | Мексика              | 0 – 0                   | Югославія          | товариський матч      | -    | 82'      |
| 26-5-1996  | Токіо               | Японія               | 1 – 0                   | Югославія          | товариський матч      | -    | 73'      |
| 2-6-1996   | Белград             | Югославія            | 6 – 0                   | Мальта             | Відбір до ЧС 1998     | 1    | 79'      |
| 6-10-1996  | Тофтір              | Фарерські острови    | 1 – 8                   | Югославія          | Відбір до ЧС 1998     | 3    | 74'      |
| 10-11-1996 | Белград             | Югославія            | 1 – 0                   | Чехія              | Відбір до ЧС 1998     | -    | 76'      |
| 7-2-1997   | Гонконг             | Росія                | 1 – 1 д.ч. (5 – 4 п.п.) | Югославія          | товариський матч      | -    | 71'      |
| 10-2-1997  | Гонконг             | Гонконг              | 1 – 3                   | Югославія          | товариський матч      | 1    |          |
| 12-3-1997  | Белград             | Югославія            | 0 – 0                   | Росія              | товариський матч      | -    | 63' 81'  |
| 2-4-1997   | Прага               | Чехія                | 1 – 2                   | Югославія          | Відбір до ЧС 1998     | 1    | 82'      |
| 30-4-1997  | Белград             | Югославія            | 1 – 1                   | Іспанія            | Відбір до ЧС 1998     | -    | 34'      |
| 20-8-1997  | Санкт-Петербург     | Росія                | 0 – 1                   | Югославія          | товариський матч      | -    | 43'      |
| 11-10-1997 | Та-Калі             | Мальта               | 0 – 5                   | Югославія          | Відбір до ЧС 1998     | 1    | 36' 76'  |
| 29-10-1997 | Будапешт            | Угорщина             | 1 – 7                   | Югославія          | Відбір до ЧС 1998     | 1    | 52'      |
| 15-11-1997 | Белград             | Югославія            | 5 – 0                   | Угорщина           | Відбір до ЧС 1998     | 1    | 60'      |
| 28-1-1998  | Туніс (місто)       | Туніс                | 0 – 3                   | Югославія          | товариський матч      | -    | 82'      |
| 25-3-1998  | Богота              | Колумбія             | 0 – 0                   | Югославія          | товариський матч      | -    | 65'      |
| 29-5-1998  | Белград             | Югославія            | 3 – 0                   | Нігерія            | товариський матч      | 1    | 46'      |
| 3-6-1998   | Лозанна             | Югославія            | 1 – 0                   | Японія             | товариський матч      | -    | 55'      |
| 6-6-1998   | Базель              | Швейцарія            | 1 – 1                   | Югославія          | товариський матч      | -    | 77'      |
| 14-6-1998  | Сент-Етьєн          | Югославія            | 1 – 0                   | Іран               | ЧС 1998 - 1-й етап    | -    | 85'      |
| 25-6-1998  | Нант                | США                  | 0 – 1                   | Югославія          | ЧС 1998 - 1-й етап    | -    |          |
| 2-9-1998   | Ниш                 | Югославія            | 1 – 1                   | Швейцарія          | товариський матч      | 1    | 46'      |
| 23-9-1998  | Сан-Луїс (Бразилія) | Бразилія             | 1 – 1                   | Югославія          | товариський матч      | -    | 56'      |
| 18-11-1998 | Белград             | Югославія            | 1 – 0                   | Ірландія           | Відбір до ЧЄ 2000     | -    | 75'      |
| 23-12-1998 | Рамат-Ган           | Ізраїль              | 2 – 0                   | Югославія          | товариський матч      | -    | 34'      |
| 10-2-1999  | Та-Калі             | Мальта               | 0 – 3                   | Югославія          | Відбір до ЧЄ 2000     | 1    | 70'      |
| 8-6-1999   | Салоніки            | Югославія            | 4 – 1                   | Мальта             | Відбір до ЧЄ 2000     | 2    | 46'      |
| 18-8-1999  | Белград             | Югославія            | 0 – 0                   | Хорватія           | Відбір до ЧЄ 2000     | -    | 62'      |
| 1-9-1999   | Дублін              | Ірландія             | 2 – 1                   | Югославія          | Відбір до ЧЄ 2000     | -    |          |
| 5-9-1999   | Белград             | Югославія            | 3 – 1                   | Північна Македонія | Відбір до ЧЄ 2000     | -    | 82'      |
| 8-9-1999   | Скоп'є              | Північна Македонія   | 2 – 4                   | Югославія          | Відбір до ЧЄ 2000     | 1    | 82'      |
| 9-10-1999  | Загреб              | Хорватія             | 2 – 2                   | Югославія          | Відбір до ЧЄ 2000     | -    |          |
| 23-2-2000  | Скоп'є              | Північна Македонія   | 1 – 2                   | Югославія          | товариський матч      | -    | 46'      |
| 28-3-2000  | Белград             | Югославія            | 1 – 0                   | КНР                | товариський матч      | -    |          |
| 25-5-2000  | Пекін               | КНР                  | 0 – 2                   | Югославія          | товариський матч      | -    | 46'      |
| 28-5-2000  | Сеул                | Південна Корея       | 0 – 0                   | Югославія          | товариський матч      | -    | 46'      |
| 30-5-2000  | Соннам              | Південна Корея       | 0 – 0                   | Югославія          | товариський матч      | -    | 46'      |
| 13-6-2000  | Шарлеруа            | Югославія            | 3 – 3                   | Словенія           | ЧЄ 2000 - 1-й етап    | 2    | 52'      |
| 18-6-2000  | Льєж                | Югославія            | 1 – 0                   | Норвегія           | ЧЄ 2000 - 1-й етап    | 1    |          |
| 21-6-2000  | Брюгге              | Іспанія              | 4 – 3                   | Югославія          | ЧЄ 2000 - 1-й етап    | 1    |          |
| 25-6-2000  | Роттердам           | Нідерланди           | 6 – 1                   | Югославія          | ЧЄ 2000 - чвертьфінал | 1    |          |
| 16-8-2000  | Белфаст             | Північна Ірландія    | 1 – 2                   | Югославія          | товариський матч      | -    | 55'      |
| 3-9-2000   | Люксембург          | Люксембург           | 0 – 2                   | Югославія          | Відбір до ЧС 2002     | 1    |          |
| 15-11-2000 | Бухарест            | Румунія              | 2 – 1                   | Югославія          | товариський матч      | -    | 59'      |
| 24-3-2001  | Белград             | Югославія            | 1 – 1                   | Швейцарія          | Відбір до ЧС 2002     | -    |          |
| 28-3-2001  | Любляна             | Словенія             | 1 – 1                   | Югославія          | Відбір до ЧС 2002     | 1    | 77'      |
| 2-6-2001   | Москва              | Росія                | 1 – 1                   | Югославія          | Відбір до ЧС 2002     | -    |          |
| 6-6-2001   | Тофтір              | Фарерські острови    | 0 – 6                   | Югославія          | Відбір до ЧС 2002     | 1    |          |
| 15-8-2001  | Белград             | Югославія            | 2 – 0                   | Фарерські острови  | Відбір до ЧС 2002     | -    | 46'      |
| 1-9-2001   | Базель              | Швейцарія            | 1 – 2                   | Югославія          | Відбір до ЧС 2002     | 1    | 69'      |
| 5-9-2001   | Белград             | Югославія            | 1 – 1                   | Словенія           | Відбір до ЧС 2002     | -    |          |
| 6-10-2001  | Белград             | Югославія            | 6 – 2                   | Люксембург         | Відбір до ЧС 2002     | 2    |          |
| 13-2-2002  | Фінікс              | Мексика              | 1 – 2                   | Югославія          | товариський матч      | 1    | 58'      |
| 27-3-2002  | Форталеза           | Бразилія             | 1 – 0                   | Югославія          | товариський матч      | -    | 82'      |
| 17-5-2002  | Москва              | Україна              | 2 – 0                   | Югославія          | товариський матч      | -    | 46'      |
| 19-5-2002  | Москва              | Росія                | 1 – 1 (5 – 6 п.п.)      | Югославія          | товариський матч      | -    | 71'      |
| 21-8-2002  | Сараєво             | Боснія і Герцеговина | 0 – 2                   | Югославія          | товариський матч      | -    | 61'      |
| 6-9-2002   | Прага               | Чехія                | 5 – 0                   | Югославія          | товариський матч      | -    | 56'      |
| 12-10-2002 | Неаполь             | Італія               | 1 – 1                   | Югославія          | Відбір до ЧЄ 2004     | -    | 73'      |
| 16-10-2002 | Белград             | Югославія            | 2 – 0                   | Фінляндія          | Відбір до ЧЄ 2004     | 1    | 46'      |
| 20-11-2002 | Сен-Дені            | Франція              | 3 – 0                   | Югославія          | товариський матч      | -    | 46'      |
| Усього     |                     | Матчів               | 71                      |                    | Голів                 | 32   |          |

## Титули і досягнення
- Чемпіон Союзної Республіки Югославія (2):

«Партизан»: 1992-93, 1993-94
- Володар Кубка Союзної Республіки Югославія (1):

«Партизан»: 1993-94
- Володар кубка англійської ліги (1):

«Астон Вілла»: 1995-96
- Чемпіон Росії (1):

«Рубін»: 2008

### Індивідуальні
- Найкращий бомбардир чемпіонату Союзної Республіки Югославія: 1994 (21 гол), 1995 (30 голів)
- Найкращий бомбардир чемпіонату Європи: 2000 (5 голів, разом з Патріком Клюйвертом)

Тренер
- Володар Кубка Сербії (1):

«Партизан»: 2018-19